# Suga Tatehiko
Suga Tatehiko (菅 楯彦) (né le 4 mars 1878 à Tottori; mort le 4 septembre 1963 à Osaka ) est un peintre japonais nihonga. On l'appelle « le peintre le plus typique d'Osaka ».

## Vie et œuvre

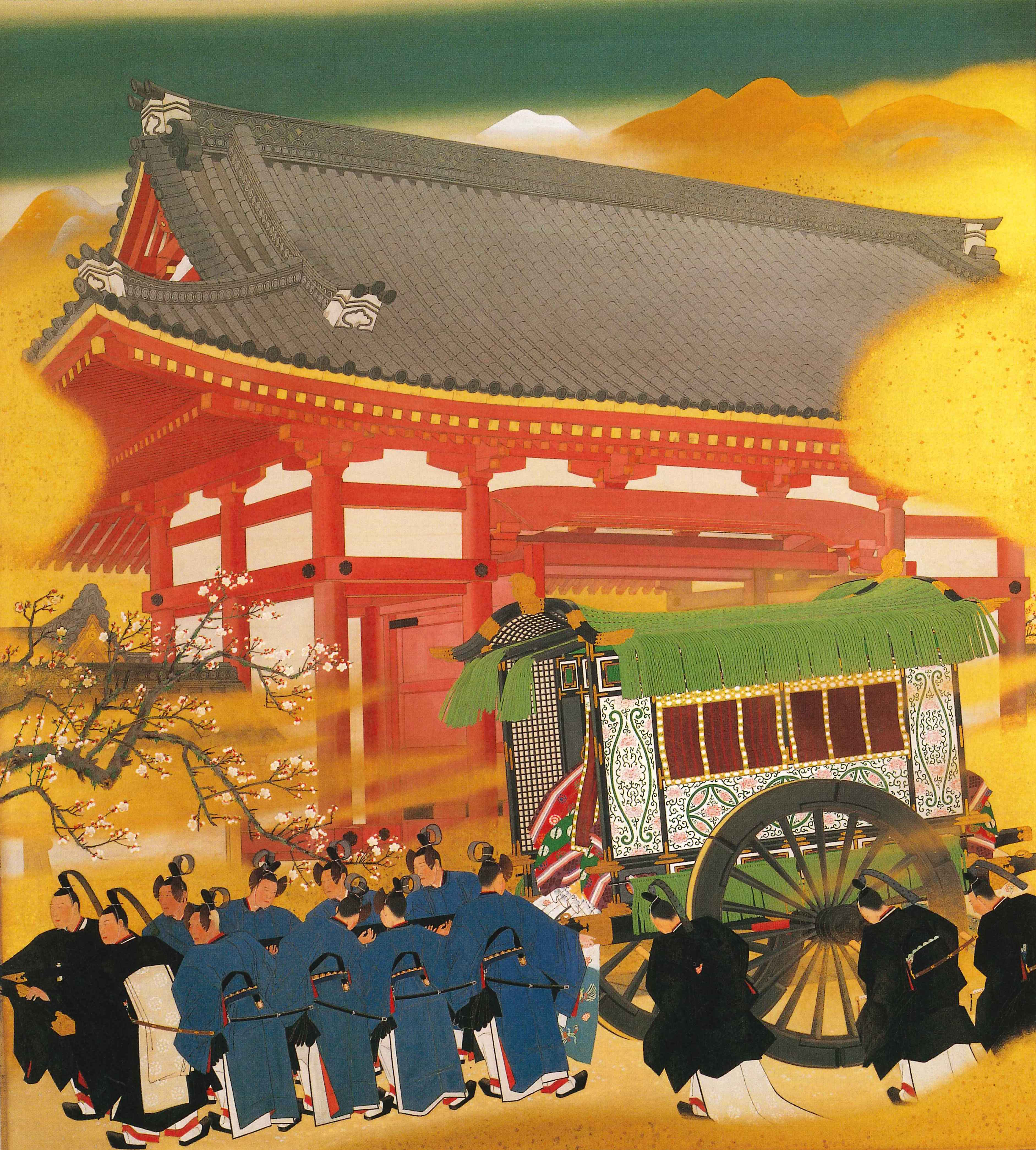
Arrivée de l’impératrice, Galerie Meiji (1935).

Suga naît à Tottori ; il est le fils aîné du peintre nihonga Suga Seinan (菅盛南) et s'appelle Tōtaro. Quand il est enfant, ses parents déménagent à Osaka avec toute la famille. Lorsque son père tombe malade en 1889, il interrompt ses études et cherche à subvenir aux besoins de la famille en tant que peintre. Il étudie diverses écoles de peinture traditionnelle, telles que la Yamato-e, l'école Maruyama-Shijō, l'école chinoise de la période Song, l'école Kanō, les Ukiyo-e. Sous la direction de Haruoka Kamagaki (鎌垣師), il étudie l'histoire et la littérature du Japon, et en fait la base de ses peintures à thème historique. En 1902, Kamagaki lui donne son nom d'artiste Tatehiko, « l'homme qui protège son pays ».
Suga s’intéresse également à la musique de cour japonaise ancienne (雅楽, gagaku) et a appris le bugaku (舞楽), la musique religieuse. Dans ses dernières années, il devient le leader du groupe musical (舞楽協会, Bugaku kyōkai) au temple Shi Tennō-ji à Osaka et contribue à perpétuer cette tradition musicale.
De 1900 à 1904, il décore les salles de classe de l'Académie militaire d'Osaka avec des représentations historiques. 
En 1917, il épouse Yachiyo Tondaya, une geisha d'Osaka. En 1931, Suga est exposé à l'exposition de peinture japonaise à Berlin.
Beaucoup de ses œuvres sont des peintures historiques détaillées dans le style Yamato-e, et beaucoup dépeignent les coutumes des gens ordinaires d'Osaka. Il reçoit le Prix artistique de la préfecture d'Osaka (大阪府芸術賞, Ōsaka-fu geijutsu-shō) en 1949 et le Prix culturel des citoyens d'Osaka (大阪市民文化賞, Ōsaka shimin bunka-shō) en 1951. Il est le premier peintre nihonga à recevoir le Onshi-shō (恩賜賞) de l'Académie japonaise des arts en 1957 pour son travail et ses services au genre nihonga. En 1952, il est élu premier citoyen d'honneur d'Osaka.

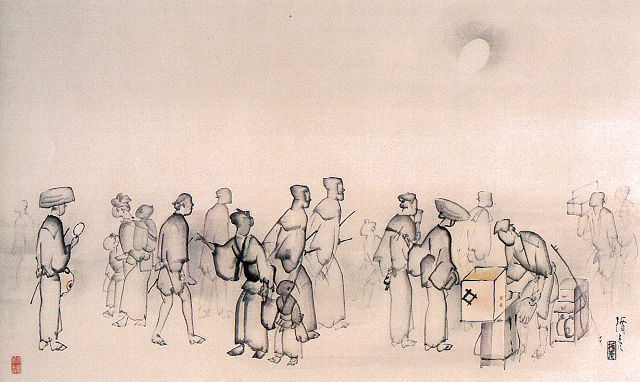
Bienvenue à la soirée de printemps.

Parmi ses œuvres connues, on peut citer Shunshō Kangyō (春宵宣行) - Bienvenue à la soirée de printemps, Yama-ichi asa-ame (山市朝雨) - Pluie du matin sur le marché de la montagne et Haru-aki Namba-hito (春秋難波人) - Les habitants de Namba au printemps et en automne. Il a conçu la couverture et des illustrations pour le livre de Jun'ichirō Tanizaki Sasameyuki (細雪). Avec Kiyokata Kaburagi et Kitano Tsunetomi, il a créé les livres Tōkyō et Osaka (東京と大阪) et Gasei Suga Tatehiko meisaku taisei (画聖菅楯彦名作大成) - Grande édition des images importantes du maître Suga Tatehiko. En sa mémoire, le Grand Prix Suga Tatehiko (菅楯彦大賞) a été créé.